# 保坂大輔
保坂 大輔（ほさか だいすけ）は、日本の脚本家、映画監督。東京都出身。立教大学文学部キリスト教学科卒業。

## 略歴・人物
立教大学在学中から映画研究会で自主映画の製作を開始。8mm作品の『ダイナマイト青春』が、2000年京都国際学生映画祭に入選する。卒業後、当時立教大学で講師をしていた篠崎誠の勧めで、映画美学校に入学。西山洋市、瀬々敬久らの下で学ぶ。
映画美学校高等科スカラシップ作品として監督した『世界は彼女のためにある』が、2005年ゆうばり国際ファンタスティック映画祭・オフシアター部門審査員特別賞を受賞。日本映画監督協会新人監督賞の最終候補となる。その予想もつかないファンタスティックなストーリー展開と、壮大な世界観は「日本のスピルバーグ」と評された。
影響を受けた監督として、ロバート・アルドリッチ、クリント・イーストウッド、スティーヴン・スピルバーグなどを挙げておりアメリカ映画好きとして知られる一方、幼少の頃から藤子不二雄に多大な影響を受けたことを公言しており、それは作品中にも色濃く投影されている。

## フィルモグラフィー

### 映画
- ダイナマイト青春（1999年） - 監督・脚本
- 世界は彼女のためにある（2004年） - 監督・脚本
- 新人刑事まつりおなら刑事（2005年） - 監督・脚本
- くりいむレモン いけないマコちゃん（2007年） - 監督・脚本
- 戦慄迷宮3D THE SHOCK LABYRINTH（2009年） - 脚本
- KING GAME（2009年） - 脚本
- ラビット・ホラー3D（2011年） - 脚本
- 貞子3D2（2013年） - 脚本
- お母さん、ありがとう（2015年） - 監督・脚本
- ジャンクション29（2019年） - 脚本
- 犬鳴村（2020年） - 脚本
- 妖怪人間ベラ（2020年） - 脚本
- 樹海村（2021年） - 脚本
- 牛首村（2022年） - 脚本
- 事故物件ゾク 恐い間取り（2025年公開やである） - 脚本

### テレビ
- スパイ道「スパイロボまさお」（2005年、BS-i） - 監督・脚本
- ショートフィルム道 東京少女「TOKYOかしましガールズ」（2006年、BS-i） - 監督・脚本
- ケータイ刑事 銭形海1stシリーズ（2007年、BS-i） - 監督
- 東京少女 桜庭ななみ「鏡の国のななみ」（2008年、BS-i） - 脚本
- 東京少女 大政絢「100万回の孤独」（2008年、BS-i） - 監督
- 東京少女 草刈麻有「機械じかけの天使」（2008年、BS-i） - 脚本
- 東京少女 日向千歩「東京的少女」（2009年、BS-i） - 監督
- あすなろ物語（2010年、TBS） - 演出
- NONFIX「薬剤師になろう！」（2012年、フジテレビ）- 演出
- スマホラー劇場（2014年、BS-TBS） - 脚本
- 孫のナマエ 鴎外パッパの命名騒動7日間（2014年、NHKBSプレミアム） - 脚本
- ターニングポイント「予備校講師 林修」（2015年、NHKBSプレミアム） - 脚本
- ネコ死んじゃった！ペットロスからの脱出（2015年、NHKBSプレミアム） - 脚本
- レゴネックスナイツ（2016年、テレビ東京系） - 脚本
- こねこのチー ポンポンらー大冒険 （2016年、テレビ東京系） - 脚本
- コードネームミラージュ （2017年、テレビ東京系） - 脚本
- Re:Mind（2017年、テレビ東京系） - 脚本
- こねこのチー ポンポンらー大旅行 （2018年、テレビ東京系） - 脚本
- ザンビ（2019年、日本テレビ系） - 脚本
- ひとりキャンプで食って寝る（2019年、テレビ東京系） - 脚本

### Webドラマ
- 妖怪人間ベラ 〜Episode0〜（2020年、Amazonプライム・ビデオ他） - 脚本
- huluオリジナルドラマ「未来世紀SHIBUYA」（2020年、Hulu） - 脚本